# Wyłącznik krzyżowy
Wyłącznik krzyżowy (ang. crossbar switch) – rodzaj łącznika instalacyjnego, stosowany do załączania i wyłączania obwodów w instalacjach niskiego napięcia z trzech lub więcej miejsc, przy współpracy z dwoma łącznikami schodowymi.